# Terapi
Terapi (græsk θεραπεία therapeia) er behandling af sygdomme og skader.

## Eksempler
- Kropsterapi
- Ergoterapi
- Fysioterapi
- Fysiurgisk massageterapi
- Kemoterapi
- Psykoterapi
- Samtaleterapi
- Zoneterapi
- Terapidyr, betegnelse for dyr (fx hunde og heste), der bruges i terapeutisk behandling af mennesker.

## Eksterne Links
- Slip angsten: Terapi mod angst.

| Ergoterapi og fysioterapi | Spire Denne artikel om ergoterapi eller fysioterapi er en spire som bør udbygges. Du er velkommen til at hjælpe Wikipedia ved at udvide den. |